# بيت حاظر (سنحان)

تعديل مصدري - تعديل

بيت حاظر هي إحدى قرى عزلة وادي الأجبار بمديرية سنحان وبني بهلول التابعة لمحافظة صنعاء، بلغ تعداد سكانها 2341 نسمة حسب تعداد اليمن لعام 2004.